# Topsham (condado de Sagadahoc)
Topsham es un lugar designado por el censo ubicado en el condado de Sagadahoc en el estado estadounidense de Maine. En el Censo de 2010 tenía una población de 5.931 habitantes y una densidad poblacional de 204,5 personas por km².

## Geografía
Topsham se encuentra ubicado en las coordenadas 43°56′21″N 69°56′18″O / 43.93917, -69.93833. Según la Oficina del Censo de los Estados Unidos, Topsham tiene una superficie total de 29 km², de la cual 28.63 km² corresponden a tierra firme y (1.28%) 0.37 km² es agua.

## Demografía
Según el censo de 2010, había 5.931 personas residiendo en Topsham. La densidad de población era de 204,5 hab./km². De los 5.931 habitantes, Topsham estaba compuesto por el 96.07% blancos, el 0.61% eran afroamericanos, el 0.35% eran amerindios, el 1.28% eran asiáticos, el 0% eran isleños del Pacífico, el 0.37% eran de otras razas y el 1.32% pertenecían a dos o más razas. Del total de la población el 1.53% eran hispanos o latinos de cualquier raza.